# Histoire des représentations de Christophe Colomb

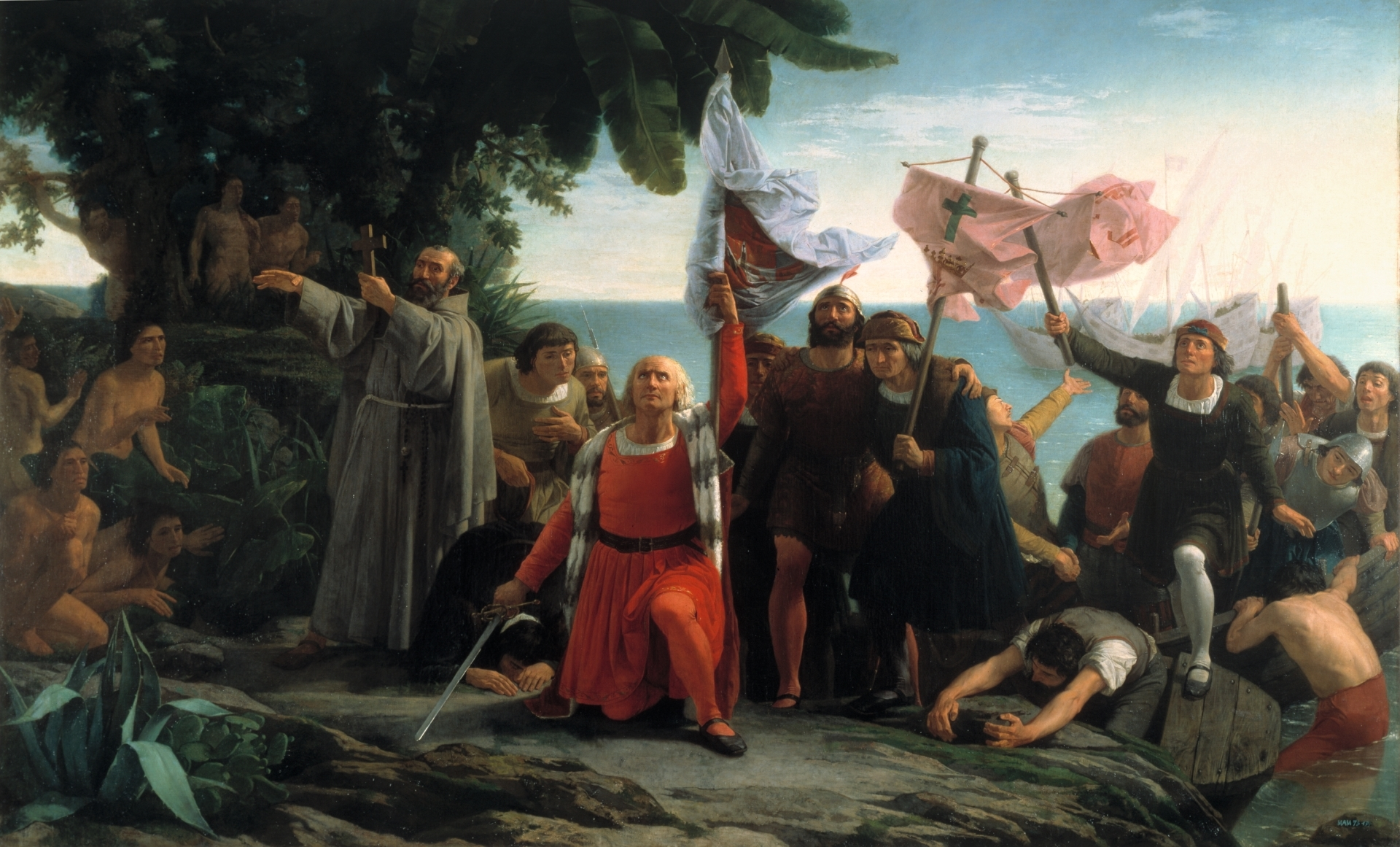
Premier débarquement de Christophe Colomb en Amérique (tableau de Dióscoro Puebla de 1862).

L'histoire des représentations de Christophe Colomb a évolué en fonction des époques, des pays et des contextes idéologiques.
En raison des avantages dont il a bénéficié après sa « découverte de l'Amérique » en 1492, il a d'abord été dénigré et suspecté d'être un imposteur s'étant attribué les connaissances de prédécesseurs présumés, ou d'être un incompétent exceptionnellement chanceux.
Il a été considéré, par ailleurs, comme un apôtre évangélisateur par les monarques espagnols et les dirigeants de l'Église catholique, et donc glorifié par les catholiques, mais critiqué par les protestants, surtout lors des périodes de conflit entre catholiques et protestants.
À partir du moment où il a été établi que l'Amérique était un nouveau continent auparavant inconnu du reste du monde, et en particulier entre la fin du XVIIIe et jusqu'au XXe siècle, il a été souvent glorifié en tant que navigateur et scientifique de génie, agent déterminant du développement et du progrès humain.
En parallèle, il a été discrédité par les puissances rivales de l'Espagne, qui l'ont dépeint comme un tyran ayant abusé de son autorité, en particulier contre les populations indigènes d'Amérique qu'il a été accusé d'avoir fait injustement et excessivement violenter. Cette représentation s'est plus largement diffusée à partir de la seconde moitié du XXe siècle, avec l'essor des mouvements indépendantistes et indigénistes dans les colonies européennes, puis des mouvements antiracistes et égalitaristes.

## Les représentations

### Représentation initiale et anti-espagnole: l'imposteur chanceux
Les équipages de Christophe Colomb ne croyaient pas qu'il ait pu trouver la route vers Hispaniola sur la seule base de calculs scientifiques. Probablement en partie par jalousie de son succès et par méfiance envers la science et l'autorité qu'il représentait, beaucoup considéraient plus crédible qu'il ait simplement eu de la chance, voire qu'il ait été un imposteur s'attribuant une découverte faite par d'autres avant lui.
Une rumeur était très populaire sur Hispaniola : Colomb aurait été informé de l'existence de terres fermes de ce côté de l'Atlantique par un marin (par la suite identifié parfois à un certain Alonso Sánchez de Huelva) qui, au retour d'un périple lui ayant permis de découvrir ces terres, lui aurait transmis son secret, juste avant de mourir, après avoir naufragé à proximité de l'endroit où vivait Colomb (sur une des îles à côté de Madère, ou au Portugal, selon les sources),. Cette rumeur a notamment été consignée et publiée, avec plus ou moins de recul critique, par les biographes de Colomb, les chroniqueurs des Indes et les historiens Fernández de Oviedo, López de Gómara , Bartolomé de las Casas et Inca Garcilaso de la Vega.
D'autres sources évoquent la possibilité que Colomb ait été informé par un Amérindien ayant traversé l'Atlantique ou par une carte de Zuane Pizzigano perdue depuis, mais peu d'historiens évoquent ces hypothèses jugées insuffisamment étayées.
Cette représentation critique deviendra un des éléments de la propagande anti-espagnole diffusée par les intellectuels protestants et les puissances concurrentes de l'empire espagnol, notamment dans les empires portugais, français, anglais et néerlandais.

### Représentation providentialiste catholique: l'apôtre évangélisateur
La représentation de Colomb favorisée par la monarchie hispanique était providentialiste : elle présentait Christophe Colomb comme l'instrument choisi par Dieu pour révéler le Nouveau Monde à l'humanité (européenne) et le placer entre les mains des Rois catholiques d'Espagne.
Le principal auteur de cette représentation est Antonio de Herrera y Tordesillas, qui s'est appuyé sur l′Histoire de l'amiral écrite par Fernand Colomb (fils de Christophe Colomb) entre 1536 et 1539, ainsi que des manuscrits inédits de Bartolomé de las Casas, pour écrire son Histoire générale des voyages et conquêtes des Castillans dans les îles et terres-fermes des Indes occidentales, publiée au début du XVIIe siècle.
La première grande œuvre théâtrale consacrée au personnage, La Découverte du Nouveau Monde par Christophe Colomb, créée par Lope de Vega et dans laquelle Colomb est présenté comme un envoyé de Dieu, date également de cette période (1614).
C'est en raison de cette identification de Colomb au catholicisme que, dès le XIXe siècle, les nativistes anti-immigrants ont cherché à supprimer l'organisation fraternelle catholique américaine les Chevaliers de Colomb ainsi que les commémorations de Colomb, en raison de leur association aux immigrants des pays catholiques, en particulier d'Irlande et d'Italie ; par la suite, certains anticatholiques, notamment ceux du Ku Klux Klan, ont continué à s'opposer aux célébrations et aux monuments commémorant Colomb parce qu'ils pensaient que cela augmentait l'influence catholique aux États-Unis, un pays dont les colonisateurs emblématiques, la majorité des Pères fondateurs et de la population sont protestants.

### Représentation positiviste européenne: le navigateur et scientifique d'exception
En 1777, l'Écossais William Robertson, dans son Histoire de l'Amérique, a introduit une nouvelle représentation de Christophe Colomb : celle d'un homme de science, un génie en avance sur son temps. Robertson croyait en une vision positiviste de l'histoire proposée par des auteurs écossais antérieurs tels qu'Adam Smith, qui affirmait que toute société humaine progresse à travers une série de niveaux de civilisation, de la chasse la plus primitive à l'élevage, puis à l'agriculture, et enfin au commerce. Pour Robertson, Colomb avait été le point culminant d'une série d'explorations qui avaient fait passer l'Europe de la phase agricole à la phase commerciale de l'histoire.
À la fin du XVIIIe siècle, la représentation d'un Colomb héroïque et éclairé a été largement adoptée par les États-Unis nouvellement indépendants, qui l'ont fusionnée avec la figure féminine de la Liberté pour donner naissance à Columbia, une personnification de l'Amérique qui est devenue l'un des symboles de la nouvelle république américaine indépendante ainsi que le nom du district de la capitale fédérale en 1791.
L'historien espagnol Martín Fernández de Navarrete a publié en 1825 le premier volume d'une collection de documents d'archives essentiels pour comprendre Colomb, ses voyages et la découverte de l'Amérique en général. L'ambassadeur américain en Espagne a engagé l'écrivain Washington Irving pour traduire l'œuvre de Navarrete en anglais. Cependant, Irving a préféré utiliser ces informations pour composer une histoire romancée, projetant sur Colomb les idéaux du découvreur de l'ère romantique, incarné à l'époque par Alexander von Humboldt. À cette fin, Irving n'hésite pas à ajouter des épisodes inventés quand cela l'arrange, par exemple un débat inexistant à Salamanque entre le « scientifique » Colomb et des religieux obscurantistes qui défendent que la Terre est plate ; ou encore à dénigrer l'équipage et les compagnons de Colomb, qu'il qualifie de « populace dissolue ». Les ouvrages d'Irving, publiés entre 1828 et 1831, tout comme le Christophe Colomb de Roselly de Lorgues en 1856, ont été largement diffusés et ont défini la vision positiviste de Colomb qui a perduré au moins jusqu'au milieu du XXe siècle. Elle a toutefois commencé à être contredite dès le XIXe siècle par Alexander von Humboldt (en 1836) et Henry Harrisse (en 1884), puis par Sophus Ruge (en) en 1902, qui ont tous trois découvert dans les archives européennes des documents étayant le fait que les expériences et compétences de Colomb en matière de navigation et ses connaissances en cosmographie étaient très limitées.
L'admiration quasi unanime de Christophe Colomb au cours du XIXe siècle atteint son point culminant en 1892, lorsque le quatrième centenaire de son voyage inaugural est célébré, et présenté alors, dans le contexte de la deuxième révolution industrielle et de l'essor du colonialisme, comme un jalon de la civilisation. Les rares voix critiques ne se concentraient pas sur Colomb, et rejetaient la responsabilité des maux de la conquête sur les Espagnols et les Portugais (et dans une moindre mesure sur les Français et les Anglais) ; Colomb était plutôt présenté comme un explorateur et un champion de la pensée scientifique.
En relation avec cette idée, le mythe de la croyance médiévale en une Terre plate, que Colomb aurait remise en cause par son voyage, s'est imposé : cette théorie erronée, publiée par Irving en 1828, a popularisé l'idée selon laquelle Christophe Colomb a eu du mal à financer son projet parce que de nombreux théologiens catholiques insistaient sur le fait que la Terre était plate, mais il s'agit d'une idée fausse très répandue qui remonte aux protestants du XVIIe siècle faisant campagne contre le catholicisme. En fait, la forme sphérique de la Terre était connue des érudits depuis l'Antiquité, et les marins, dont Christophe Colomb, la connaissaient bien. Par coïncidence, le plus ancien globe terrestre encore existant, l'Erdapfel, a été fabriqué en 1492, juste avant le retour de Christophe Colomb en Europe. En tant que tel, il ne contient aucun signe des Amériques et démontre pourtant la croyance commune en une Terre sphérique.
Cette représentation héroïque et hagiographique de Colomb a continué à se diffuser jusqu'à la fin du XXe siècle, notamment dans les ouvrages de vulgarisation, les manuels d'enseignement de l'histoire et les productions artistiques, tel le film 1492 réalisé par Ridley Scott à l'occasion de la célébration des 500 ans du premier voyage de Colomb en Amérique.
Les biographes et les historiens ont un large éventail d'opinions sur l'expertise et l'expérience réelles de Christophe Colomb en matière de navigation et de capitainerie. L'historien indépendant Douglas Peck a recensé en 2009 des ouvrages publiés entre la fin du XIXe et du XXe siècle qui soutiennent que l'expérience et les compétences de Colomb étaient parmi les meilleures à Gênes, et d'autres ouvrages de la fin du XXe siècle, qu'il décrit en conclusion comme représentatifs du consensus (selon lui insuffisamment étayé) des principaux chercheurs sur le sujet, dépeignant l'explorateur comme un entrepreneur sans formation, n'ayant qu'une expérience mineure en matière d'équipage ou de passagers avant ses célèbres voyages.

### Représentation anti-espagnole, indigéniste et antiraciste: l'esclavagiste génocidaire
Dès la fin du XVe siècle, Colomb a été accusé par Francisco de Bobadilla d'avoir utilisé, avec ses frères, la torture et la mutilation pour gouverner Hispaniola. La neutralité et l'exactitude du rapport de 48 pages de Bobadilla ont été contestées par les historiens considérant que ce rapport était basé sur les témoignages de ceux qui s'étaient rebellés contre Colomb, et étant donné le sentiment anti-italien des Espagnols, le désir de Bobadilla de prendre la place de gouverneur de Colomb et l'intérêt de la Couronne espagnole de contester le pouvoir et la richesse que les Capitulations de Santa Fe avaient concédés à Colomb. Consuelo Varela, historienne espagnole, affirme tout de même que « le gouvernement de Colomb était caractérisé par une forme de tyrannie » et que parmi les 23 témoins cités par Bobadilla, « même ceux qui l'aimaient devaient admettre les atrocités qui avaient eu lieu ».
Bartolomé de las Casas raconte dans son Historia de las Indias (écrite entre 1527 et 1559 mais publiée seulement à partir du XIXe siècle) qu'en 1508 il ne restait plus qu'environ 60 000 Taïnos sur l'île d'Hispaniola, ce qui implique que près de trois millions auraient succombé à cause des conflits armés, de l'esclavage et de l'exploitation des mines d'or par rapport à la population qu'il avait pu y observer en 1494 ; les études plus récentes remettent en question la fiabilité de ces estimations,.
Les puissances rivales de l'Espagne diffusent les critiques qui attribuent la découverte de Colomb à la simple chance et le blâment des crimes perpétrés par les Espagnols contre les indigènes (comme par exemple le Français Abbé Raynal en 1770).
Au XXe siècle, l'admiration quasi unanime de Colomb s'amenuise ; après la décolonisation de la plupart des territoires d'Amérique, la montée des critiques du colonialisme à partir des années 1960 et 1970 dans le cadre des guerres d'indépendance en Asie et en Afrique, l'émergence de nouveaux concepts anthropologiques de culture et de civilisation, ainsi que d'une historiographie basée sur l'étude des processus sociaux plutôt que des événements, et sur le protagonisme collectif plutôt qu'individuel, ont conduit à remettre en question l'eurocentrisme du concept de « découverte » et le rôle individuel de Colomb, notamment en tant que celui qu'initiateur de la conquête de l'Amérique, et a davantage mis l'accent sur son rôle dans l'imposition d'un impérialisme culturel et des violences contre les indigènes, conduisant même à l'accuser d'actes de génocide envers les indigènes d'Amérique (l'anthropologue Christian Duverger, par exemple, estime que l'extinction des Taïnos, qui rend exceptionnel cet épisode de la Conquista, est suffisamment probante et qu'« on peut parler de génocide »).
En 1992, à l'approche du cinquième centenaire de la découverte de l'Amérique par Christophe Colomb, deux visions de ce processus sont apparues, après que les idées biaisées de la Légende noire et de la Légende rose ont été dépassées. Une de ces visions s'est concentrée sur les développements ultérieurs et a préféré le considérer comme une « rencontre », non sans conflit, entre deux mondes, au cours de laquelle, à partir de Christophe Colomb, la connaissance du monde a été complétée et les bases d'une civilisation mondiale interconnectée par le commerce et la culture ont été posées. L'autre considérait que les processus de domination coloniale étaient toujours en vigueur tant dans le monde développé qu'au sein des sociétés post-coloniales et que le mépris des peuples indigènes en Amérique et en Europe et l'asymétrie des relations entre le monde développé et le tiers-monde étaient la conséquence de ce qui s'était passé depuis le premier voyage de Colomb en 1492.
A contrario, d'autres historiens[Qui ?] ont préféré souligner qu'en tant qu'homme de son temps, Colomb était simplement un produit de son époque, a agi selon des normes, des valeurs et un système de croyances différents de ceux des siècles suivants, et qu'il ne devrait pas être jugé selon les valeurs morales contemporaines. Horwitz affirme par exemple que les attitudes paternalistes étaient souvent caractéristiques des colons eux-mêmes. Plusieurs[Lesquels ?] récits dénonçant la présumée brutalité de Colomb et de ses frères sont considérés comme exagérés ou mensongers, certains s'inscrivant dans le courant de la diffamation intentionnelle de l'Espagne appelé Légende noire ; d'autres[Qui ?] remettent en question la qualification de génocide et les faits étayant ces accusations. D'autres défendent ouvertement la colonisation, comme l'ambassadrice espagnole María Jesús Figa López-Palop, qui affirme : « De manière générale, nous avons fusionné avec les cultures d'Amérique, nous y sommes restés, nous avons répandu notre langue, notre culture et notre religion. »
Au XXIe siècle, les critiques de Colomb se font de plus en plus virulentes, principalement en Amérique, dans les milieux indigénistes, décolonialistes, antiracistes et de gauche,. Des contre-manifestations sont régulièrement organisées, en particulier en opposition aux commémorations du Jour de Christophe Colomb, par des groupes de citoyens et des organisations qui dénoncent la manière dont Colomb a fait brutaliser et spolier les indigènes d'Amérique. En conséquence, des monuments commémorant Christophe Colomb ont été retirés ou dégradés, comme aux États-Unis en 2020 à la suite des protestations et des émeutes qui ont suivi le meurtre de George Floyd.
Certains gouvernements de gauche latino-américains et espagnols ont remis plus officiellement en question la célébration du 12 octobre. Ainsi, en 2002, le président du Venezuela, Hugo Chávez, conformément à sa revendication de « pensée bolivarienne », a changé la dénomination du Jour de la Race en Jour de la résistance indigène. De même, le 12 octobre 2004, le Conseil national indien du Venezuela (es), qui représente les 36 groupes ethniques indigènes vénézuéliens, a demandé que les statues de Christophe Colomb soient retirées et remplacées par la statue du chef Guaicaipuro qui a résisté à l'invasion espagnole. En 2007, une variante du même nom, « Journée de la résistance indigène, noire et populaire », a été adoptée par le Nicaragua. En Argentine, la présidente Cristina Fernández de Kirchner, par le biais d'un décret, en 2010, a renommé les célébrations du 12 octobre « Journée du respect de la diversité culturelle (es) », sur la recommandation de l'INADI (es), en accord avec la conception selon laquelle il n'y a pas de races et dans le but d'en faire une « journée de réflexion historique et de dialogue interculturel », ; en 2013, le déplacement du monument Christophe Colomb de Buenos Aires, cadeau de la communauté italienne à l'occasion du centenaire de l'Argentine, situé à l'origine derrière la Casa Rosada, a suscité la polémique. En 2017, le Parlement de Navarre a également commémoré le 12 octobre comme « Journée de la résistance indigène ».